# Aeroportul Destin–Fort Walton Beach
Aeroportul Destin–Fort Walton Beach (IATA: VPS, ICAO: KVPS, FAA LID: VPS) este un aeroport din Destin⁠(d), Comitatul Okaloosa, Florida, Florida, Statele Unite ale Americii ce deservește zona Fort Walton Beach⁠(d). Aeroportul a fost tranzitat în 2019 de 1.627.200 de pasageri.
Situat la o altitudine de 27 m, aeroportul dispune de 2 piste. Este operat de United States Air Force.

## Infrastructură

### Piste
Aeroportul dispune de 2 piste. Pista 01/19 are suprafața de asfalt și dimensiunile 10.001 picioare × 300 picioare. Pista 12/30 are dimensiunile 11.987 picioare × 300 picioare. 